# Konstantinos Tsaldaris
Konstantinos Tsaldaris (in greco Κωνσταντίνος Τσαλδάρης?; Alessandria d'Egitto, 1884 – Atene, 15 novembre 1970) è stato un politico greco due volte primo ministro: dall'aprile 1946 al gennaio 1947 e dall'agosto al settembre 1947.
Dopo aver studiato Legge all'università di Atene, fu prima governatore di Creta nel 1920 e venne eletto deputato nel 1926 tra le file del partito di Ioannis Metaxas.
Nel 1928 passò al partito popolare, il cui leader era lo zio Panagīs Tsaldarīs. Dal 1933 al 1935 entrò nel governo di quest'ultimo come vice-ministro dei Trasporti e poi come sottosegretario del premier. Dopo la morte di Panagis Tsaldaris nel 1936 divenne membro della commissione amministrativa del partito che però fu presto dissolta durante la dittatura di Ioannis Metaxas.
Dopo la liberazione nel 1944, riuscì a fuggire e a riparare in Egitto. Alla fine della guerra venne riconosciuto come leader del rinato Partito Populista e vinse le elezioni del 1946 alla testa del partito patriottico unico, una coalizione conservatrice.
Nell'agosto del 1946 il suo governo promosse il referendum per il ritorno della monarchia.
Dopo la fine del suo primo gabinetto, dal 1947 al 1949 capeggiò la rappresentanza della Grecia presso l'Assemblea generale delle Nazioni Unite continuando a detenere cariche di governo: fu vice-premier durante gli esecutivi di Dimitrios Maximos (1947), Themistoklīs Sofoulīs (1947-1949) e Alexandros Diomidis (1949 - 1950).
Con l'ascesa al poter del maresciallo Alexandros Papagos, il Partito Populista perse gran parte del proprio elettorato e alle elezioni del 1958 Tsaldaris non venne rieletto.